# ماینوئومی شوهی
ماینوئومی شوهی (انگلیسی: Mainoumi Shūhei؛ زادهٔ ۱۷ فوریهٔ ۱۹۶۸) ریکیشی اهل ژاپن است.

## بازنشستگی از سومو
مینومی پس از بازنشستگی از رینگ، تصمیم گرفت که به عنوان مربی در سومو باقی نماند، تصمیمی که باعث ایجاد برخی ناآرامی‌ها در انجمن سومو در زمانی شد که محبوبیت این ورزش در پایین‌ترین حد خود بود. در عوض، او حرفه جدیدی را به عنوان یک شخصیت تلویزیونی آغاز کرد. هنوز هم می‌توان صدای او را در حال تفسیر برنامه‌های سوموی ان‌اچ‌کی شنید. او پیشنهادهای بسیاری از احزاب سیاسی را برای نامزدی به عنوان کاندیدای آنها رد کرده است. او در فیلم هالیوودی خاطرات یک گیشا (فیلم) محصول ۲۰۰۵ به عنوان یک کشتی‌گیر سومو، با نام واقعی شوهی ناگائو، ظاهر شد. او همچنین در اصطبل ساکایگاوا (که توسط هم‌تمرینی سابقش، ریوگوکو، اداره می‌شد) به عنوان دستیار مربی کار کرده است. در سال ۲۰۱۵، او کتابی با عنوان «چرا ژاپنی‌ها نمی‌توانند یوکوزونا شوند؟» منتشر کرد. که در آن او استدلال کرد که به دلیل سبک زندگی غنی‌شان، جوانان ژاپنی فاقد «روحیه تشنه» کشتی‌گیران مغولی هستند که بر رده‌های بالای کشتی تسلط یافته بودند.